# Ciclone Yani
O ciclone tropical Yani (designação do JTWC: 02P, também conhecido simplesmente como ciclone Yani) foi o único ciclone tropical dotado de nome a estar ativo no Oceano Pacífico sul durante o mês de Novembro de 2006. Yani foi o quarto ciclone tropical e o segundo sistema tropical nomeado da temporada de ciclones no Pacífico sul de 2006-07 e formou-se em 21 de Novembro de uma perturbação tropical associada à zona de convergência intertropical. O sistema moveu-se erraticamente durante praticamente todo o seu período de existência, alcançando o pico de intensidade com ventos máximos sustentados de 130 km/h, segundo o Joint Typhoon Warning Center, ou 140 km/h, segundo o Centro Meteorológico Regional Especializado de Nadi, Fiji. Após atingir o pico de intensidade, Yani encontrou condições meteorológicas hostis e dissipou-se completamente em 25 de Novembro de 2006.
O ciclone apenas afetou algumas ilhas nas Ilhas Salomão indiretamente, provocando apenas mar agitado e nenhuma fatalidade ou pessoa ferida foi relatada como decorrência da passagem do ciclone.

## História meteorológica

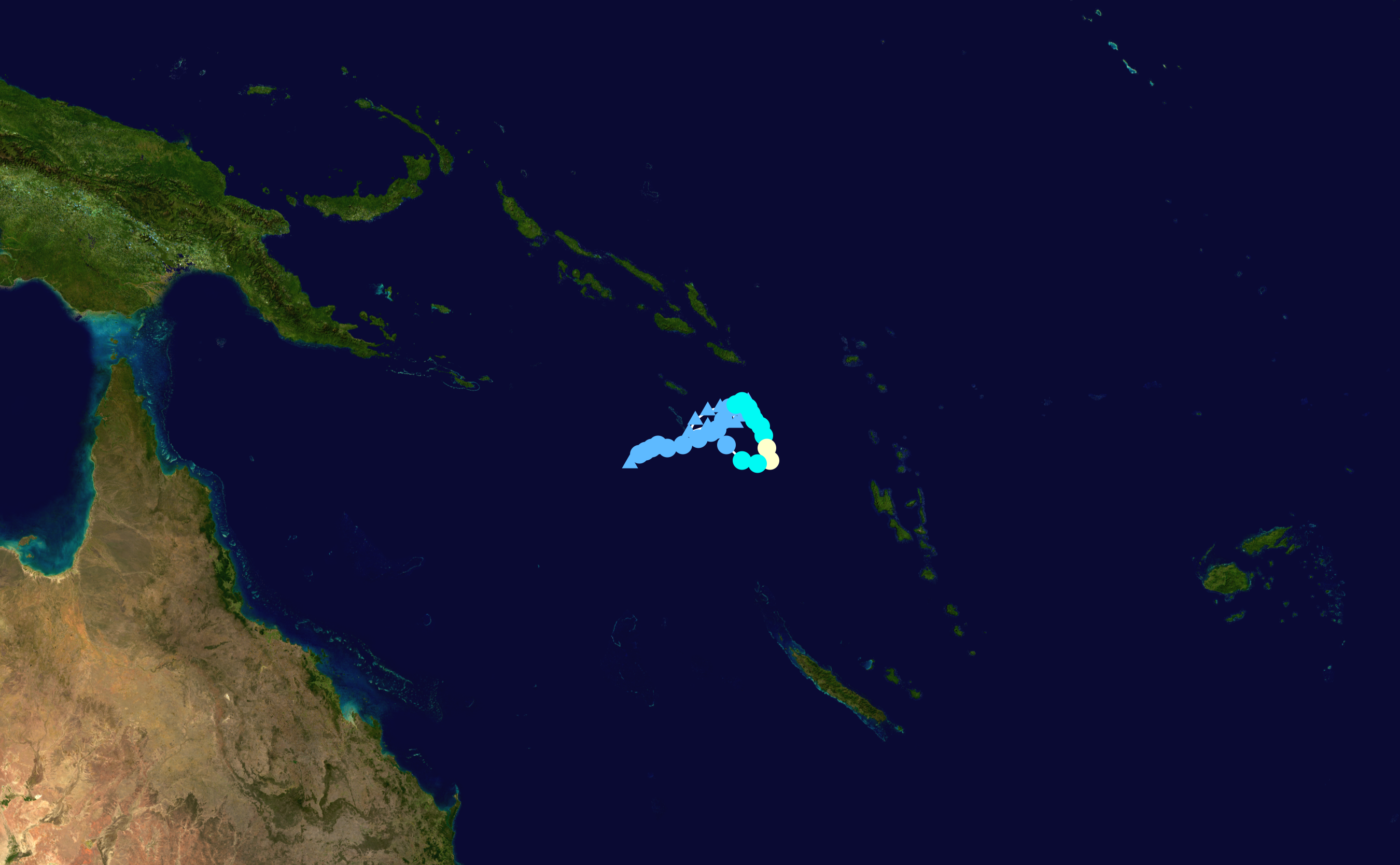
O caminho de Yani

A área de convecção que viria dar origem ao ciclone Yani foi observada pela primeira vez associada a uma forte zona de convergência intertropical em 14 de Novembro a cerca de 390 km ao sul de Bairiki, capital do Kiribati. O sistema não demonstrou sinais de organização por cerca de dois dias, até que em 16 de Novembro, o Centro Meteorológico Regional Especializado (CMRE) de Nadi classificou o sistema como a depressão tropical 04F. No entanto, a depressão não conseguiu se organizar mais, mesmo sob condições meteorológicas ideais, como uma bem estabelecida corrente monçonal ocidental e o fortalecimento de uma alta subtropical ao seu sul. O Joint Typhoon Warning Center considerou o sistema como uma perturbação tropical somente em 18 de Novembro. O sistema continuou desorganizado até 21 de Novembro, quando a perturbação começou a demonstrar sinais de intensificação. Com a contínua organização do sistema, o JTWC emitiu um Alerta de Formação de Ciclone Tropical (AFCT) sobre o sistema, mencionando que havia a possibilidade da formação de um ciclone tropical significativo dentro de um período de 24 horas. As previsões se confirmaram e tanto o JTWC quanto o CMRE de Nadi classificaram o sistema para um ciclone tropical. Naquele momento, o JTWC atribuiu a designação 02P ao ciclone, enquanto que o CMRE de Nadi atribuiu-lhe o nome Yani. Além disso, naquele momento o sistema localizava-se a cerca de 390 km a sudeste de Honiara, capital das Ilhas Salomão.
A partir de então, Yani começou a se intensificar razoavelmente, alcançando a intensidade equivalente a um furacão na escala de furacões de Saffir-Simpson durante a manhã (UTC) de 23 de Novembro, tendo alcançado o pico de intensidade com ventos máximos sustentados de 130 km/h, segundo o JTWC, ou 140 km/h, segundo o CMRE de Nadi. Naquele momento, um olho altamente irregular pôde ser observado no centro das áreas de convecção.
Yani manteve seu pico de intensidade por cerca de 12 horas antes de começar a se enfraquecer devido ao aumento abrupto do cisalhamento do vento. A partir de então, Yani começou a se enfraquecer rapidamente, sendo que suas áreas associadas de convecção foram deslocadas para sudeste do centro ciclônico de baixos níveis pelo cisalhamento do vento. Com isso, o CMRE de Nadi desclassificou o sistema para uma depressão tropical e emitiu seu aviso final sobre o sistema no começo da madrugada de 24 de Novembro. O JTWC ainda manteve a emissão de avisos regulares sobre Yani por cerca de 24 horas, antes de também emitir seu aviso final sobre o sistema no começo da madrugada de 25 de Julho. A área de baixa pressão remanescente de Yani começou então a seguir para oeste-noroeste com a formação de uma alta subtropical ao seu sul. No entanto, o sistema foi incapaz de se regenerar e dissipou-se totalmente antes de sair da área de responsabilidade do CMRE de Nadi.

## Preparativos e impactos
Por se manter ativo numa pequena área do Oceano Pacífico sul, Yani não provocou qualquer tipo de prejuízo. Também não foi relatado qualquer fatalidade ou pessoa ferida em decorrência da passagem do ciclone pela região. Apenas algumas pequenas ilhas das Ilhas Salomão relataram mar agitado. Nenhum navio ou estação meteorológica registrou a passagem de Yani.